# Tweede Kamerverkiezingen 2010/Kandidatenlijst/PvdA

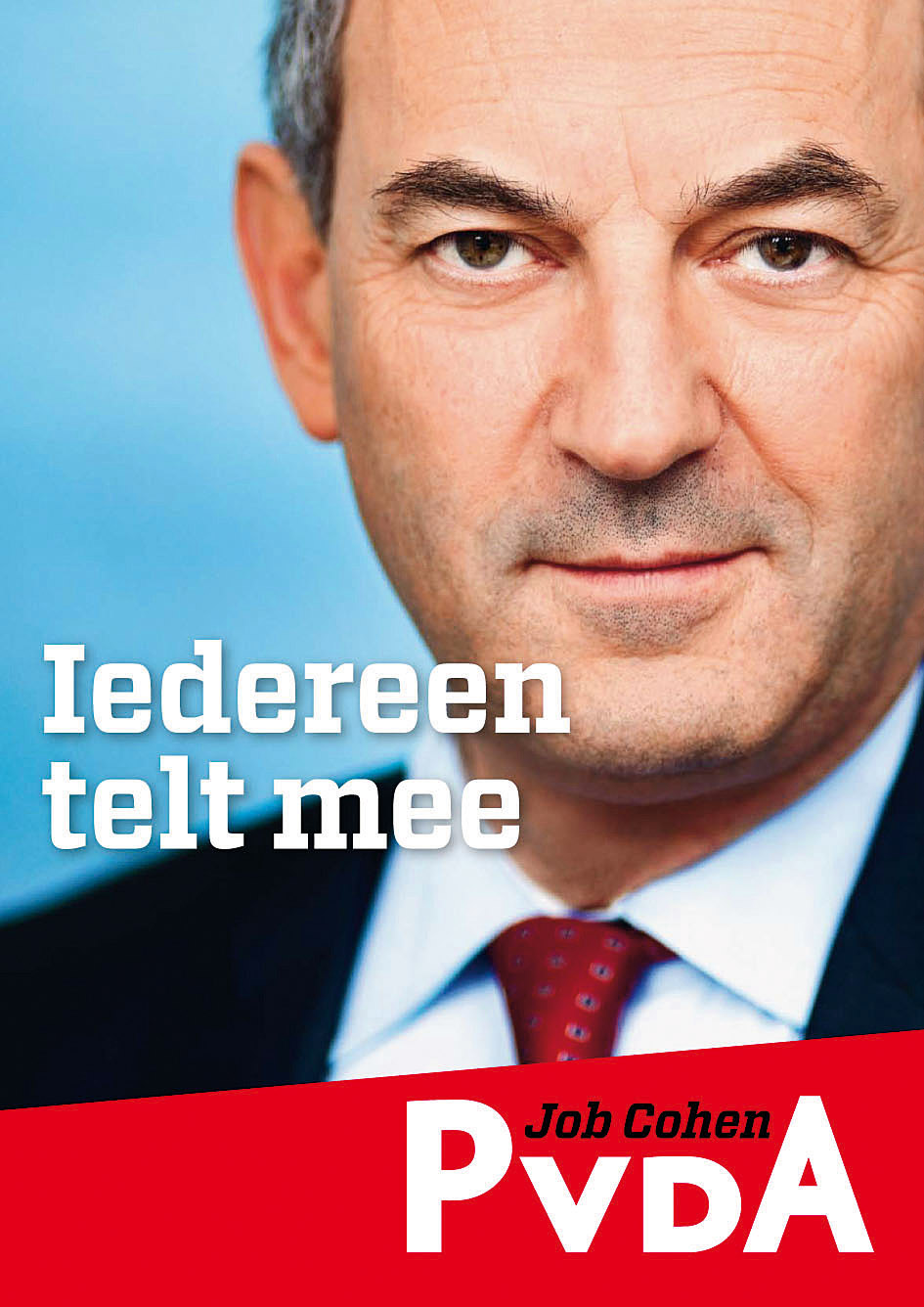
Campagneposter

Van de kandidatenlijst voor de Tweede Kamerverkiezingen 2010 van de Partij van de Arbeid (PvdA) werd op 19 april 2010 een gedeelte van de conceptversie bekendgemaakt. Op 20 april werd de volledige advieslijst gepubliceerd. Dit ontwerp werd op 25 april aan het partijcongres voorgelegd. De conceptlijst werd door het partijcongres overgenomen zonder deze te amenderen.

## De lijst
- vet: verkozen
- schuin: voorkeurdrempel overschreden

1. Job Cohen - 1.510.203 stemmen
2. Nebahat Albayrak - 129.005
3. Ronald Plasterk - 32.296
4. Mariëtte Hamer - 14.662
5. Jeroen Dijsselbloem - 3.010
6. Jetta Klijnsma -  20.050
7. Diederik Samsom - 10.982
8. Gerdi Verbeet - 4.317
9. Frans Timmermans - 8.684
10. Sharon Dijksma - 7.876
11. Hans Spekman - 3.718
12. Angelien Eijsink - 1.217
13. Martijn van Dam - 1.774
14. Attje Kuiken - 2.974
15. Ahmed Marcouch - 14.298
16. Roos Vermeij - 864
17. Ed Groot - 510
18. Sjoera Dikkers - 698
19. Pierre Heijnen - 621
20. Lea Bouwmeester - 1.658
21. Jeroen Recourt - 222
22. Agnes Wolbert - 3.204
23. Eeke van der Veen - 486
24. Pauline Smeets - 3.094
25. Metin Çelik - 7.560
26. Lutz Jacobi - 5.109
27. Tjeerd van Dekken - 2.958
28. Tanja Jadnanansing - 7.784
29. Jacques Monasch - 934
30. Khadija Arib - 5.121
31. Jeroen de Lange[6] - 426
32. Myrthe Hilkens[7][6] - 700
33. John Leerdam[7] - 3.341
34. Margot Kraneveldt[7] - 438
35. Mohammed Mohandis - 4.379
36. Lia Roefs - 770
37. Jan Boelhouwer - 851
38. Mei Li Vos - 10.200
39. Henk Nijboer - 451
40. Anja Timmer - 1.756
41. Paul Kalma - 452
42. Brigitte Troost - 530
43. Jan Vos - 447
44. Marianne Besselink - 1.487
45. Wouter Neerings - 226
46. Keklik Yücel - 2.886
47. Serv Wiemers - 128
48. Saskia Laaper-ter Stege - 864
49. Hans Spigt - 289
50. Marije van den Berg - 913
51. Thijs Reuten - 2.935
52. Ria Oonk - 487
53. Sander Terphuis - 636
54. Chantal Gill'ard - 436
55. Hans Adriani - 186
56. Loes Ypma - 395
57. Ard van der Tuuk - 181
58. Patricia Linhard - 225
59. Meint Helder - 104
60. Grace Tanamal - 657
61. Inge Polstra - 148
62. Gülhan Akdemir - 1.440
63. Joyce Vermue - 320
64. Karin Hazewinkel - 365
65. Martientje Kuitenbrouwer - 155
66. Maarten Divendal - 245
67. Marijke Drees - 470
68. Jan Hamming - 567
69. Hedy d'Ancona - 675
70. Lodewijk de Waal - 755

1946 · 1948 · 1952 · 1956 · 1959 · 1963 · 1967 · 1971 · 1972 · 1977 · 1981 · 1982 · 1986 · 1989 · 1994 · 1998 · 2002 · 2003 · 2006 · 2010 · 2012 · 2017 · 
2021 · 2023
CDA · PvdA · SP · VVD · PVV · GroenLinks · ChristenUnie · D66 · PvdD · SGP · Nieuw Nederland · TON · MenS · Heel Nederland · Partij één · Lijst 17 · Piratenpartij · Lijst 19 (EPN)